# Başlamış, Hüyük
Başlamış là một xã thuộc huyện Hüyük, tỉnh Konya, Thổ Nhĩ Kỳ. Dân số thời điểm năm 2011 là 163 người.